# جایزه کارل فریدریش گاوس

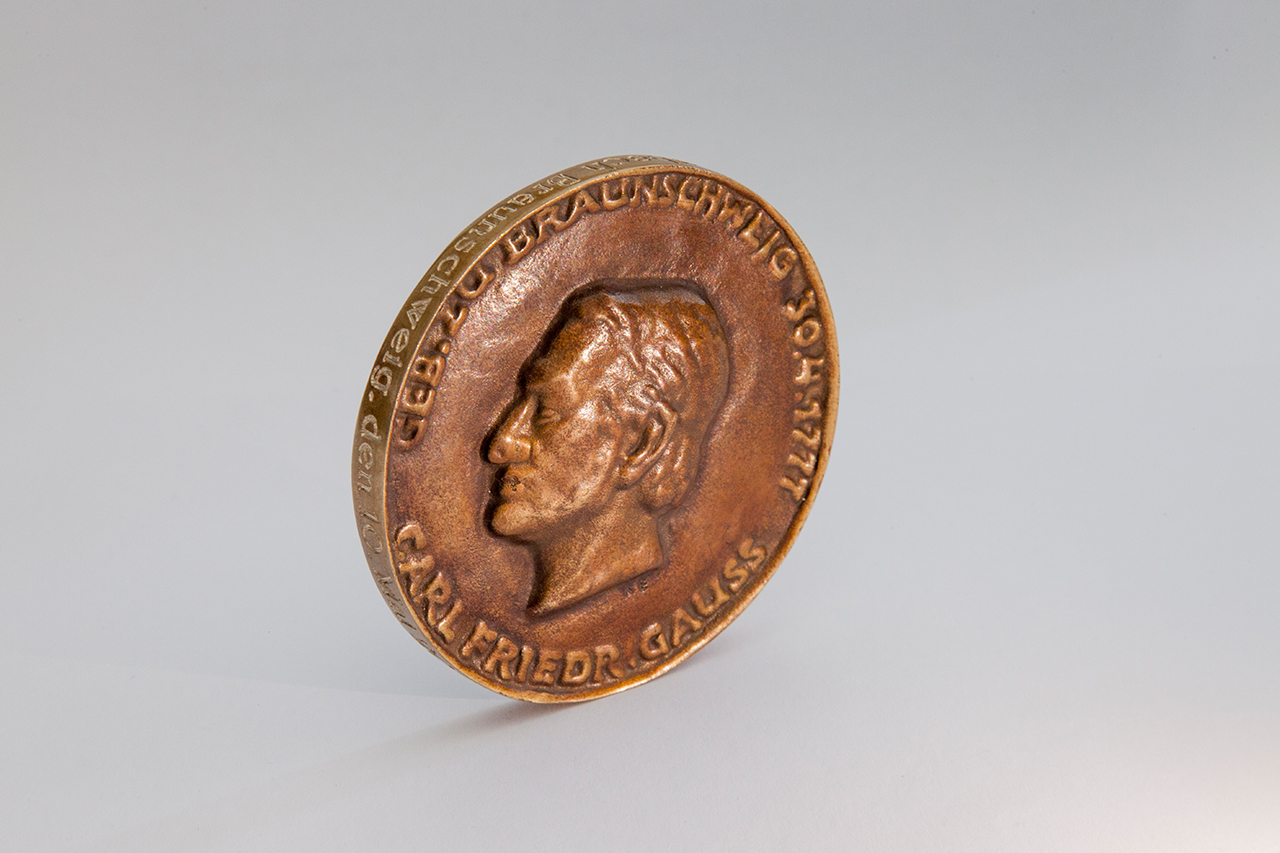
مدال کارل فریدریش گاوس

جایزه کارل فریدریش گاوس (انگلیسی: Carl Friedrich Gauss Prize) جایزه‌ای در ریاضیات است که به‌طور مشترک توسط اتحادیه بین‌المللی ریاضیات و انجمن ریاضی آلمان برای «مشارکت‌های برجسته در ریاضی که کاربردهای قابل توجهی خارج از ریاضیات پیدا کرده‌اند»، اعطا می‌گردد. این جایزه نامش را از ریاضی‌دان آلمانی، کارل فریدریش گاوس، گرفته‌است. این جایزه که نخستین بار در سال ۲۰۰۶ ارائه شد، قرار است که هر چهار سال یک بار در کنگره جهانی ریاضیدانان اهدا شود.